# Geghamabak
Geghamabak – wieś w Armenii, w prowincji Gegharkunik. W 2011 roku liczyła 135 mieszkańców.